# Sigmund Weinbrenner
Sigmund Weinbrenner von Ansbach, auch Weynberner, (vor 1460 in Ansbach; gestorben um 1520) war ein deutscher Schuhmacher, Poet oder Meistersinger und Stadtläufer in Schwäbisch Hall.

## Leben
Der Sage nach hängte Weinbrenner im Jahr 1472 auf dem Einkorn die von ihm aus Bamberg mitgebrachte Wallfahrtsmedaille des Klosters Vierzehnheiligen an einem Bildstock in einer Eiche auf. Dort erzählte er den Pilgern von seinen Visionen der 14 Nothelfer und dass diese ihm verkündet haben, dass sie hier, an diesem Ort, verehrt werden wollten, und begründete so einen Wallfahrtsort. So berichtete es der Chronist Georg Widman. Die Wallfahrtsstätte befand sich bei des sogenannten „Raueiche“, die sich etwa ein einer viertel Meile hinter dem Stift Comburg. Dort befand sich eine Wegscheide, die im oberen Teil des Fischachtals die Wege nach Oherfischach und Herlebach trennte. Dort befand sich ein kleines Holzhäuschen, an dem Weinbrenner sein Zeichen der Nozhelfer angebracht haben soll.

„Die Widmansche Chronik […] weiss weiter von ihm zu berichten, dass er Schuhmacher gewesen und im Jahr 1472 durch Erscheinungen der 14 Nothelfer, mit denen er auf dem Einkorn begnadet worden war, zu der länger andauernden Wallfahrt auf den Einkorn Veranlassung gegeben habe.“

Weinbrenner entstammte ärmlichen Verhältnissen und verdiente sich seinen Lebensunterhalt als Stadtbote. Er war in den Jahren 1479 bis 1515 in Hall als Botenläufer aktiv. Diese Boten legten teilweise große Strecken zurück. Im Jahr 1480 soll er nach Crailsheim gelaufen sein, um einem Stadtschreiber einen Brief nachzutragen, den dieser vergessen hatte. Anlässlich der Einführung des Hellischen Pfennings in der Stadt Schwäbisch Hall schuf der Bürger „Sigmundt Weinbrenner“ 1494 ein Gedicht oder ein Loblied, in dem er das Hallsche Wappen, auf dem ein Kreuz und eine Hand abgebildet sind, beschrieb. Die Boten waren zumeist in der Nacht unterwegs und er verfasste auf seinen Botengängen Gedichte. Aus seiner Heimat im Bamberger Gebiet hatte er ein bleiernes Zeichen der Nozhelfer mitgebracht. Auf dem Einkorn wurde zunächst eine hölzernen Kapelle errichtet. Später stand an dieser Stelle die Wallfahrtskirche zu den 14 Nothelfern.
Weinbrenner wurde als Bote unter anderem von Hall aus sechsmal nach Ansbach, achtmal nach Heidelberg und dreimal nach Stuttgart geschickt. Dabei kam er des Öfteren in Herbergen oder Wachstuben, wo er auf Bischöfe, Fürsten, Ritter und andere Personen traf, die ihn für seine Botschaften entlohnten. Sein letzter Auftrag führte ihn über Dinkelsbühl nach Nürnberg und Schwabach. Er soll zwischen 1519 und 1521 im Alter von mehr als 60 Jahren verstorben sein.